# Kreis-Anzeiger (Wetterau und Vogelsberg)
Der Kreis-Anzeiger ist eine von Montag bis Samstag erscheinende regionale Tageszeitung mit Sitz in Nidda. Das Verbreitungsgebiet umfasst den östlichen Wetteraukreis und südlichen Vogelsberg. Die verkaufte Auflage beträgt 8035 Exemplare, ein Minus von 51,5 Prozent seit 1998.
Der Kreis-Anzeiger ist gleichzeitig amtliches Bekanntmachungsblatt der Städte Büdingen, Nidda und Ortenberg sowie Schotten im Vogelsbergkreis.
Während der Mantelteil vom Gießener Anzeiger übernommen wird, werden die Lokalseiten, die regionalen Sportseiten, die lokale Wirtschaftsseite sowie Sonderseiten in der Redaktion in Nidda erstellt.
Erstmals herausgegeben wurde der Kreis-Anzeiger im Jahr 1792. Bis etwa 1957 wurde er in Büdingen gedruckt. Neben der Tageszeitung Kreis-Anzeiger gibt der Verlag Wetterau und Vogelsberg die Wochentitel tipp und Sonntag Anzeiger heraus.
Der Verlag gehört zur Zeitungsgruppe Zentralhessen, die auch die Tageszeitungen Gießener Anzeiger, Gelnhäuser Tageblatt, Lauterbacher Anzeiger, Usinger Anzeiger und Oberhessische Zeitung publiziert. Nach finanziellen Schwierigkeiten erwarb die Verlagsgruppe Rhein Main mit Sitz in Mainz im Jahr 2003 eine Mehrheitsbeteiligung an der Gießener Verlagsgruppe. Seit 2014 ist die Verlagsgruppe Rhein Main 100-prozentige Eigentümerin der Gießener Anzeiger Verlagsgesellschaft.

## Auflage
Der Kreis-Anzeiger hat in den vergangenen Jahren erheblich an Auflage eingebüßt. Die verkaufte Auflage ist in den vergangenen 10 Jahren um durchschnittlich 3,8 % pro Jahr gesunken. Im vergangenen Jahr hat sie um 3,9 % abgenommen. Sie beträgt gegenwärtig 8035 Exemplare. Der Anteil der Abonnements an der verkauften Auflage liegt bei 90,4 Prozent.
| 1998  | 1999  | 2000  | 2001  | 2002  | 2003  | 2004  | 2005  | 2006  | 2007  | 2008  | 2009  | 2010  | 2011  | 2012  | 2013  | 2014  | 2015  | 2016  | 2017  | 2018  | 2019  | 2020 | 2021 | 2022 | 2023 | 2024 |
| ----- | ----- | ----- | ----- | ----- | ----- | ----- | ----- | ----- | ----- | ----- | ----- | ----- | ----- | ----- | ----- | ----- | ----- | ----- | ----- | ----- | ----- | ---- | ---- | ---- | ---- | ---- |
| 16577 | 16416 | 16285 | 16179 | 15793 | 15420 | 15046 | 14774 | 14471 | 14133 | 13785 | 13404 | 13051 | 12812 | 12606 | 12217 | 11839 | 11413 | 11146 | 10813 | 10561 | 10086 | 9813 | 9547 | 8914 | 8359 | 8035 |